# SCR 1845-6357
SCR 1845-6357 ist ein Sternsystem im Sternbild Pfau, bestehend aus einem Roten Zwerg mit einem substellaren Begleiter, bei dem es sich wahrscheinlich um einen Braunen Zwerg der Spektralklasse T6 handelt. Mit einer Entfernung von 13 Lichtjahren gehört dieses System zu den sonnennächsten Systemen.